# آشپزی سیکیمی

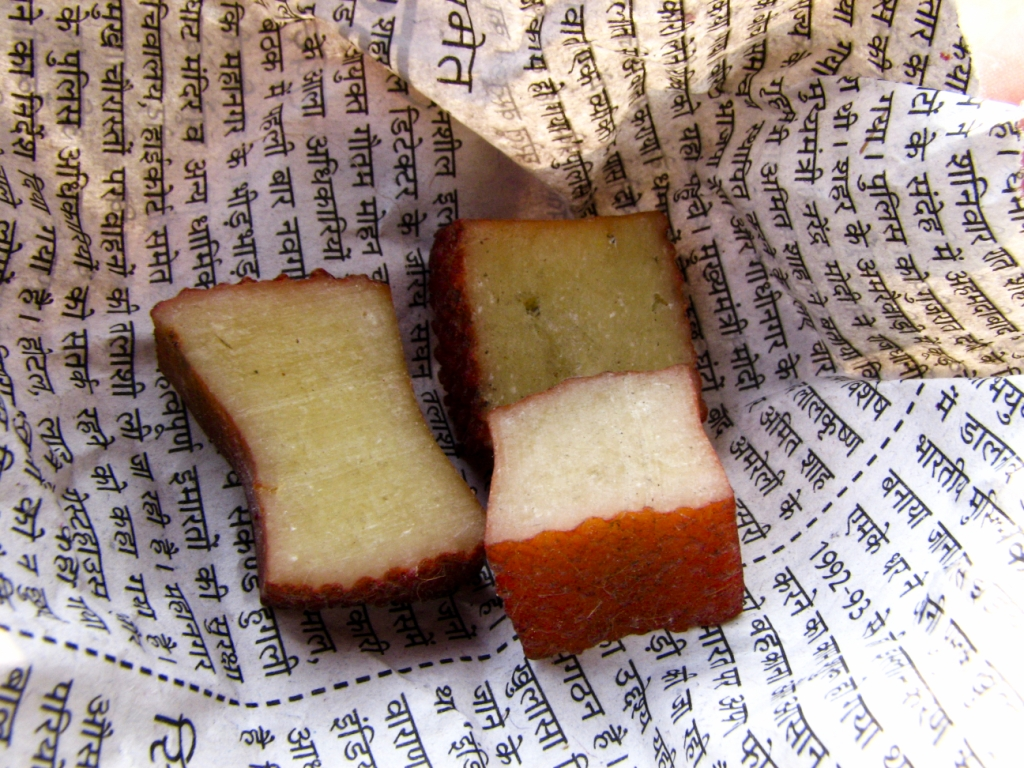
نمایی از «چهورپی» که در آشپزی سیکیمی معمولاً به عنوان غذای جانبی با برنج مصرف می‌گردد.

آشپزی سیکیمی (انگلیسی: Sikkimese cuisine)، در آشپزی سیکیم که مربوط به منطقه شمال‌شرقی هند است، برنج غذای اصلی می‌باشد و به‌طور معمول غذاهای تخمیری بخش قابل توجه ای از آشپزی را تشکیل می‌دهد. بخاطر اینکه ایالت سیکیم تنها ایالت هند است که در آن، گروه قومی گورخا هندی قوم اصلی را تشکیل می‌دهد، آشپزی هندی محبوب است. در ایالت سیکیم، بسیاری از رستورانها گونه‌های مختلفی از آشپزی نپالی همچون غذاهای مبتنی بر آشپزی لیمبو، نیوا و تاکالی را ارائه می‌دهند. همچنین آشپزی تبتی بر آشپزی سیکیمی تأثیر گذاشته‌است.